# إيم فور ذا أيس
مسلسل الأنمي "اهدف إلى التفوق، المعروف في اليابان باسم Ace o Nerae! (エースをねらえ! Ēsu o Nerae!)، هي سلسلة مانغا كتبتها ورسمتها سوميكا ياماموتو. يحكي المسلسل قصة هيرومي أوكا، طالبة في الثانوية تريد أن تصبح لاعبة تنس محترفة وهي تكافح ضد الضعف النفسي والقلق وإحباط الحب. جرى نشرها في سلسلة في مجلة شوجو مارغريت التي تصدرها شوئيشا من كانون الثاني/ يناير 1973 إلى شباط/ فبراير 1980. في وقت لاحق، جمع شوئيشا الفصول ونشرها في 18 مجلدًا بما يعرف بالـتانكوبون.
جرى تحويل هذه المانجا إلى مسلسل تلفزيوني أنمي في عام 1973 بواسطة طوكيو موفي والذي تم بثه في الأصل على نظام البث ماينيتشي بين عامي 1973 و 1974. كما أنتج من اهدف إلى التفوق أيضًا مسلسل أنمي آخر وفيلم أنمي في سبعينيات القرن الماضي، واثنين من أفلام الرسوم المتحركة الأصلية في الثمانينيات، ودراما تلفزيونية يابانية حية في عام 2004، وهناك نسخ عديدة أخرى من مسلسل اهدف إلى التفوق.
هذه السلسلة هي واحدة من سلسلة مانغا شوجو الأكثر مبيعًا على الإطلاق، حيث بيع منها ما يقرب من 15 مليون نسخة في اليابان. وقد حظيت بشعبية بين مشاهدي الأنمي، وحققت نجاحًا كبيرًا في اليابان، حتى بين الجمهور غير المستهدف. كما يعتبره نقاد الأنمي والمانجا من الكلاسيكيات وقد كان له تأثير في صناعة الرسوم المتحركة.

## الحبكة
تدور القصة حول هيرومي أوكا، فتاة في المدرسة الثانوية تكافح لتصبح لاعبة جيدة في رياضة التنس. أثناء حضورها التمارين، بدأت هيرومي في لعب التنس بعد أن أعجبت بريكا ريوزاكي، وهي فتاة أكبر سناً وأفضل لاعبة في الفريق وتلقب بـ «السيدة فراشة» بسبب رشاقتها في ملعب التنس. بعدها يحصل الفريق على مدرب جديد، هو جين موناكاتا، الذي يرى إمكانات في هيرومي لتصبح لاعبة تنس رائعة.
تكافح هيرومي للتغلب على مشاكلها النفسية. في وقت لاحق، تقع في حب لاعب تنس آخر هو تاكايوكي تودو، لكن المدرب موناكاتا أخبرها ألا تتورط كثيرًا وأن عليها أن تنساه وتعمل على مهاراتها في التنس. تفقد هيرومي الثقة في قدراتها في اللعب، ولكن بدعم من مدربها وأصدقائها تتغلب على قلقها. من خلال تدريب نفسها لتصبح لاعبة أفضل، تنمو هيرومي لتصبح أقوى عقليًا وتتغلب على مشاكلها النفسية. يساعدها حماسها وحبها للتنس ودعم الناس من حولها على أن تصبح واحدة من أفضل اللاعبين في العالم.

## النشر
اهدف إلى التفوق! كتبه ورسمه سوميكا ياماموتو وجرى نشر الفصل الأول من قبل شوئيشا في مجلة مارغريت اليابانية في كانون الثاني/ يناير 1973. انتهت السلسلة في عام 1975، ولكن بسبب طلب القراء أعيد نشرها من عام 1978 إلى شباط/ فبراير 1980. جرى إطلاق أول تانكوبون (المجلدات المجمعة) بواسطة شوئيشا في 20 أيلول/ سبتمبر 1973، كما جرى إطلاق التانكوبون الثامنة عشرة والأخيرة في 30 حزيران/ يونيو 1980.  أعاد شوئيشا طبع السلسلة من 31 كانون الأول/ ديسمبر 1978 إلى 25 آب/ أغسطس 1981. 
جرى نشر رواية خفيفة من خمسة مجلدات بواسطة شوئيشا تحت بصمة الكوبالت من آب/ أغسطس 1983 وتشرين الأول/ أكتوبر 1984.  وجرت إعادة نشر المانجا الأصلية بتنسيق بانكوبان مرتين؛ أصدرت تشوكورون شينشا في الفترة من 18 تشرين الأول/ أكتوبر 1994 إلى 18 نيسان/ أبريل 1995 في أربعة عشر مجلدًا،   وأصدرته شوئيشا بين 18 حزيران/ يونيو 2002 و 18 تشرين الأول/ أكتوبر 2002 في عشرة مجلدات.  جرت ترجمة المسلسل في إيطاليا بواسطة بانيني كوميكس وتم نشره تحت خط بلانيت مانجا.

## إنتاج الأنيمي

### مسلسلات تلفزيونية
أول مسلسل تلفزيوني أنمي مبني على اهدف إلى لتفوق! جرى إنتاجه بواسطة طوكيو موفي، والذي استخدم استوديو مادهاوس لإنشاء الرسوم المتحركة. وجرى بثه في الأصل بين 5 تشرين الأول/ أكتوبر 1973 و 29 آذار/ مارس 1974 بواسطة نظام ماينيتشي الإذاعي. شغل أوسامو ديزاكي منصب المخرج العام لجميع الحلقات الـ 26. وجرى دبلجتها إلى الفرنسية والإسبانية والإيطالية. نظرًا لتصنيفاتها الضعيفة الأولية في اليابان، ألغي المسلسل بنصف العدد الأصلي المقصود من الحلقات. ومع ذلك، بعد بضع سنوات مع درجات عالية في إعادة المسلسل، جرى الإعلان عن نسخة جديدة. مسلسل الأنمي الثاني من إنتاج أفلام طوكيو وإخراج مينورو أوكازاكي. بعنوان أهدف إلى التفوق- جديد، تم بثه من قبل تلفزيون نيبون من 14 تشرين الأول/ أكتوبر 1978 إلى 31 آذار/ مارس 1979.
جرى إصدار حلقات السلسلة الأولى في صندوقي أقراص رقمية (دي في دي) أعدتهما شركة بصريات بانداي في 25 أيار/ مايو 2001 و 25 آب/ أغسطس 2001  أعادت بصريات بانداي إصدار السلسلة بين 28 كانون الثاني/ يناير 2005 و 24 شباط/ فبراير 2005 في ستة مجموعات من الأقراص الرقمية.  في 20 كانون الثاني/ يناير 2012، نشرت أفيكس مجموعة من أربعة أقراص رقمية تحتوي على السلسلة بأكملها. في فرنسا، أصدرت شركة توزيع مانجا السلسلة الكاملة في صندوق أقراص رقمية في عام 2006. وجرى إصدار مجموعتين من علب الأقراص الرقمية تحتوي على 25 حلقة من السلسلة الثانية بواسطة بصريات بانداي في 25 آذار/ مارس 2002 و 25 حزيران/ يونيو 2002.  نشرت نيبون كولومبيا السلسلة بأكملها في مجموعة أقراص رقمية واحدة؛ أولاً في 23 أيار/ مايو 2007، ومرة أخرى في 21 كانون الثاني/يناير 2009. 

### الفيلم
جرى إنتاج فيلم رسوم متحركة قصير مدته 24 دقيقة وتوزيعه بواسطة شركة توهو في اليابان في 20 كانون الثاني/ ديسمبر 1973. 
بسبب شعبية هذه المانجا! قرر الاستوديو إنتاج فيلم أنمي مقتبس.  وكان الفيلم من إخراج أوسامو ديساكي، وتأليف كوجي ماكاينو، وإنتاج يوتاكا فوجيوكا. جرى إنتاجه في شركة أفلام طوكيو واصداره منن قبل شركة توهو في دور العرض اليابانية في 8 أيلول/ سبتمبر 1979. وجرى نشره على شكل أقراص رقمية بواسطة شركة بصريات بانداي في 25 تشرين الثاني/ نوفمبر 2001 وفي 27 ذار/ مارس 2005.  في نيسان/ أبريل 2008، أعلنت شركة بصريات بانداي أنها تخطط لإصدار الفيلم بتقنية القرص الشعاعي (البلو راي)؛  وجرى إصداره في 26 أيلول/ سبتمبر 2008،  وأعيد إصداره في 22 تموز/ يوليو 2016.

### الرسوم المتحركة الأصلية
أنتجت الرسوم المتحركة لتكون بمثابة تكملة لمسلسل الأنمي ولاختتام قصة المانجا، جرى إنتاج اثنين من الرسوم المتحركة المصورة  الأول، والذي يتكون من ثلاثة عشر حلقة، أنتج بواسطة شركة أفلام طوكيو وأخرجه نوبورو فوروسي. وكان قد أصدر بواسطة شركة بصريات بانداي بين 25 تموز/ يوليو 1988 و 25 تشرين الأول/ أكتوبر 1988، على ستة أشرطة فيديو،   وكمجموعة أقراص رقمية في 23 أيار/ مايو 2005. كما جرى إصداره أيضًا في فرنسا بواسطة شركة توزيع المانجا في عام 2008. أما الإنتاج الثاني، والذي يتألف من 12 حلقة من إخراج أوسامو ديزاكي  فتم إصداره في الأصل بواسطة شركة بصريات بانداي في ستة مقاطع فيديو من 23 تشرين الأول/ أكتوبر 1989 إلى 24 نيسان/ أبريل 1990،   وجرى أيضًا إصدار مجموعة أقراص رقمية في 26 أيلول/ سبتمبر 2003.

### الصوتيات
قام كوميكو أوسوغي بأداء أغنية الافتتاح، والأغنية النهائية من سلسلة الرسوم المتحركة الأصلية.   وقام في آي بي بتأدية الأغنية الافتتاحية والنهائية من فيلم الأنمي المقتبس. أما الفيلم فاحتوى فقط أغنية افتتاحية لشونين تانتييدان.  وغنى هيروكو موريغوتشي أغنية «الأحلام اللانهائية» وكذلك «لا نقول وداعا» في إصدار الرسوم المتحركة الثاني.   في 9 كانون الثاني/ يناير 1993، أصدرت شركة تسجيلات الملك قرصًا مضغوطًا يحتوي على الموسيقى التصويرية لكل من مسلسلات الأنيمي التلفزيونية وفيلم الأنيمي وأول سلسلة أصلية للرسوم المتحركة. جرى إصدار الموسيقى التصويرية للمسلسل التلفزيوني الأول في 6 آذار/ مارس 1996 بواسطة موسيقى أيمي اليابان. نشر معمل الموسيقى التصويرية أغنية الإصدار الثاني من الرسوم المتحركة والموسيقى التصويرية الأصلية في 7 آذار/ مارس 2013. بعد ذلك، نشر الموسيقى التصويرية الرسمية لفيلم الأنمي المقتبس على قرصين مضغوطين بتاريخ 31 تموز/ يوليو 2013 و 25 كانون الأول/ ديسمبر 2013. 

## استقبال وإرث
حققت المانجا نجاحًا كبيرًا، حيث بيعت منها ما يقرب من 15 مليون نسخة،  مما يجعلها واحدة من أفضل سلاسل مانغا شوجو مبيعًا على الإطلاق. على الرغم من أن المسلسل التلفزيوني حصل في البداية على تقييمات منخفضة، إلا أن المعجبين استقبلوا إعادة العرض بشكل إيجابي أكثر، وكذلك المسلسل الثاني.  يُعتبر الأنمي نجاحًا كبيرًا على شاشات التلفزيون الياباني، وعلى الرغم من أنه كان يستهدف تلميذات المدارس، إلا أنه كان شائعًا بين الأشخاص من كلا الجنسين،   كما لاقى شعبية في أوروبا.  في عام 2001، صنفت مجلة الرسوم المتحركة أنيميج تلفزيون الأنمي لعام 1979 في المرتبة الثانية والعشرين من بين أفضل 100 إنتاج لأنمي في كل الأوقات. في عام 2005، أجرى تلفزيون أساهي استطلاع على شبكة الإنترنت «أفضل 100» واستطلاعًا وطنيًا يطلب من المشاهدين أفضل مسلسل تلفزيوني أنيمي؛ احتل أنمي «اهدف إلى التفوق» المرتبة الرابعة عشرة في الاستطلاع عبر الإنترنت والرابعة والثلاثين في الاستطلاع الوطني   كان المسلسل مسؤولاً عن انتشار التنس بين طلاب المدارس الثانوية في السبعينيات،  ولا يزال يحظى بشعبية ويظهر في العديد من استطلاعات الرأي عبر الإنترنت لأكثر الرسوم المتحركة الرياضية تأثيرًا.  في استطلاع مانجا سوسينكيو 2021 على شاشة تلفزيون أساهي، حيث صوّت 150.000 شخص لأفضل 100 سلسلة مانغا، وحل أنمي «اهدف إلى التفوق» في المرتبة 44.
تعتبر السلسلة الكلاسيكية،   مؤثرة في اليابان في كل من الخيال والحياة الواقعية.   بالإضافة إلى كونه أنمي مشهور في النوع الرياضي  وإلهامًا لأنيمي رياضي آخر،  فقد ظهر تأثيره في مسلسلات الأنمي من نوع يوري. كما جرى تقليد قصته بواسطة رسوم متحركة أخرى لدرجة أنها أصبحت مكررة.  أسس الأنمي ما يعرف بتقليد «زهرة الجدار ذات الإمكانات الخفية، والغنية التي تريد كل الاهتمام، والمصير المأساوي المدرب الوسيم» على حد تعبير الناقد الأنمي جوناثان كليمنتس. كما اقتبس مسلسل غايناكس للخيال العلمي المعروف باسم «غانبستر» أسلوبه من «اهدف إلى التفوق» بهدف محاكاة هذه السلسلة. شملت سلسلة أنيمي أوه! سوبر ملك تشان محاكاة للأنيمي في مقدمة الافتتاحية. وعد مخرج الرسوم المتحركة كينجي كامياما، الأكثر شهرة بسلسلة الشبح في الصدفة: يبقى وحيدًا، المسلسل ضمن أفضل 15 أنمي على الإطلاق. وأما شوزو ماتسوكا، الذي يعتبر «أول لاعب تنس ياباني ناجح»،  فقد تحمس لممارسة هذه اللعبة بسبب التقدير الذي كان يحظى به المسلسل.
كما أن جاستن سيفاكيس، كاتب لشبكة أخبار الأنمي، وإيريكا فريدمان، مؤسسة يوريكون، يعتبران المسلسل هو شوجو "حقيقي".   كتبت فريدمان، "كشخص محب للشوجو، فإن اهدف إلى التفوق هو مثال رائع، ولكن نتوقع قدرًا كبيرًا من الاختلاف عن ما وصل إليه الأنمي من التطور الآن، حيث أن تصميمات الشخصيات والموسيقى والفن وما إلى ذلك يتجاوز عمرها 30 عامًا. أصبحت الرسومات الفنية العملية والفقرة الافتتاحية المضحكة أسلوبًا قديمًا الآن. أهم شيء هو أن الشخصيات محبوبون حقًا وأن دوافعهم يمكن فهمها". وأشاد سيفاكيس بالقصة ووصفها بـ "النقاء"، حيث "لا توجد عقبات تم وضعها للتغلب عليها". وأعلن أيضًا، "على الرغم من كونه يبدو غربيًا ويتحدث ظاهريًا عن رياضة التنس التي يمكن الوصول إليها عالميًا، إلا أنها نظرة رائعة على الدوافع الشخصية اليابانية والتفاعل واللياقة،" اللعب "مثل كتالوج من أكثر الاختلافات الثقافية إثارة للاهتمام في اليابان." من الناحية الفنية، تمت مقارنتها بـأخي العزيز وليدي أوسكار من قبل لينزي لوفيريدج من شبكة أخبار الأنمي، التي قالت إنها "تعزز الكثير من أخلاقيات العمل الخطيرة التي تتخلل المسلسلات الرياضية، مثل التنافس مع وجود إصابة خطيرة أو التخلي عن" المداعبات "العاطفية. مثل الرومانسية.

### ألعاب الفيديو
تعد العديد من الألعاب مبنية على مسلسل «اهدف إلى التفوق»والتي جرى إطلاقها في اليابان. قامت شركة نيبون بتحويل المسلسل إلى لعبة فيديو نينتيندو، والتي جرى نشرها في 22 كانون الأول/ ديسمبر 1993. نشر ترايستار تعديلين لألعاب الفيديو لنظام التشغيل مايكروسوفت ونظام ماك أو أس؛ صدر الأول في 30 تشرين الثاني/ نوفمبر 2002، والثاني في 3 كانون الأول/ ديسمبر 2004.  في عام 2009، وزعت أولمبيا - آلة باتشينكو باصدار للمسلسل تحت شعار أولمبيا الذهبية. كما أصدر أيس دينكن آلة أخرى في عام 2011.

### الدراما التليفزيونية
في تشرين الثاني/ نوفمبر 2003، صدرالإعلان عن إنتاج مسلسل درامي تلفزيوني ياباني. جرى بثه من قبل شبكة تلفزيون أساهي اليابانية في تسع حلقات بين 15 كانون الثاني/ يناير 2004 و 11 آذار/ مارس 2004.  كان من إخراج هيديتومو ماتسودا وشونجي موغوروما ويوشينوري كوباياشي، من إنتاج موتوهيرو ماتسوموتو وشيزو سيكيغوتشي، وكتاب السيناريو هم أكيو تاكيكاوا، ناويا تاكاياما وهيروكو كاناسوجي. وأشرف شوزو ماتسوكا، لاعب تنس ياباني سابق محترف،  على مشاهد لعبة التنس.
قام بتلحين الموسيقى نوريهيتو سوميتومو.  غنت هيرومي الأغنية الافتتاحية المتجانسة للمسلسل وكانت الأغنية الختامية من تأليف أويتو أيا، التي لعبت دور البطولة أيضًا. في 23 تموز/ يوليو 2004، أصدرت شركة جنيون العالمية المسلسل على صيغة الأقراص الرقمية؛ كان متوفرًا في خمسة مجلدات فردية أو كمجموعة أقراص رقمية. تم نشر الموسيقى التصويرية من قبل نيبون كولومبيا في 22 أيلول/ سبتمبر 2004. وكتكملة للمسلسل، جرى بث حلقة خاصة في 23 أيلول/ سبتمبر 2004، ثم جرى إصدارها كأقراص رقمية في 22 كانون الأول/ ديسمبر بواسطة شركة جنيون العالمية.
من بين الحلقات التسع، ظهرت ثلاث حلقات على قائمة العشرة الأوائل من أكثر الأعمال الدرامية مشاهدةً في الأسبوع. ظهرت الثانية في المركز الثامن بنسبة مشاهدة تلفزيونية بلغت 15.3٪،  ووصلت الحلقة الثامنة إلى المركز العاشر بنسبة 14.8٪،  واحتلت الأخيرة المرتبة التاسعة بنسبة 14.2٪.